# Nazionale femminile di hockey su ghiaccio del Belgio
La nazionale di hockey su ghiaccio femminile del Belgio è controllata dalla Federazione di hockey su ghiaccio del Belgio, la federazione belga di hockey su ghiaccio, ed è la selezione che rappresenta il Belgio nelle competizioni internazionali femminili di questo sport.

## Competizioni principali

### Olimpiadi invernali
Nessuna partecipazione